# Alfred John Jukes-Browne
Alfred John Jukes-Browne (* 16. April 1851 in Penn Fields bei Wolverhampton als Alfred John Browne; † 14. August 1914 in Devon, England) war ein britischer Geologe und Paläontologe.
Jukes-Browne war der Neffe des Geologen Joseph Beete Jukes (Bruder seiner Mutter) und er fügte den Namen seines Onkels Jukes seinem eigenen Namen an, sobald er 21 Jahre wurde. Er studierte an der University of Cambridge (unter anderem bei Thomas George Bonney) mit dem Bachelor-Abschluss 1873 und war ab 1874 beim British Geological Survey, für den er vor allem in Suffolk, Cambridgeshire, Rutland und Lincolnshire kartierte (auch zum Beispiel zum Report über Salisbury, Henley-on-Thames und Andover (Hampshire) trug er bei). 1902 gab er die Tätigkeit beim Geological Survey aus Gesundheitsgründen auf, war aber weiter wissenschaftlich in Geologie und Malakologie tätig. Schon zwanzig Jahre zuvor war er schwerbehindert, was ihn nicht von seiner Arbeit beim Survey abhielt.
Jukes-Brown, der sich vor allem mit Paläontologie von Wirbellosen und Stratigraphie befasste, schrieb für den Survey ab 1884 eine große Monographie über die Kreide in Großbritannien. 1876/77 besuchte er Ägypten und 1888/89 Barbados (für das er eine geologische Karte erstellte). Von ihm stammen einige Lehrbücher und ein Buch über die geologische Entwicklung Englands.
Er war Fellow der Royal Society (1909) und der Geological Society of London. 1885 erhielt er den Lyell Award und 1901 die Murchison-Medaille.

## Schriften
- mit William Henry Penning: Text book of field geology. With a section on paleontology. London 1879
- The Student’s Handbook of Physical Geology. G. Bell, London 1884
- The Student’s Handbook of Historical Geology. G. Bell, London 1886
- The Student’s Handbook of Stratigraphical Geology. Stanford, London 1902
- mit Charles Vincent Bellamy: The geology of Cyprus. Plymouth 1905
- The building of the British Isles. A study in geographical Evolution. G. Bell, London 1888, 1911
- The Cretaceous Rocks of Great Britain. 3 Bände, HMSO, Wyman and Sons, London 1900 bis 1904
- The hills and valleys of Torquay, a study in valley-development and an explanation of local scenery. 1907